# First Division 1901-1902
La First Division 1901-1902 è stata la 14ª edizione della massima serie del campionato inglese di calcio, disputato tra il 2 settembre 1901 e il 28 aprile 1902 concluso con la vittoria del Sunderland, al suo quarto titolo.
Capocannoniere del torneo è stato Jimmy Settle (Everton) con 18 reti.

## Squadre partecipanti
| Club              | Stagione | Città               | Stadio               | Stagione precedente                   |
| ----------------- | -------- | ------------------- | -------------------- | ------------------------------------- |
| Aston Villa       | dettagli | Birmingham          | Villa Park           | 15º posto in First Division           |
| Blackburn         | dettagli | Blackburn           | Ewood Park           | 9º posto in First Division            |
| Bolton            | dettagli | Bolton              | Burnden Park         | 10º posto in First Division           |
| Bury              | dettagli | Bury                | Gigg Lane            | 5º posto in First Division            |
| Derby County      | dettagli | Derby               | Baseball Ground      | 12º posto in First Division           |
| Everton           | dettagli | Liverpool           | Goodison Park        | 7º posto in First Division            |
| Grimsby Town      | dettagli | Grimsby             | Blundell Park        | 2º posto in Second Division, promosso |
| Liverpool         | dettagli | Liverpool           | Anfield              | 1º posto in First Division            |
| Manchester City   | dettagli | Manchester          | Hyde Road            | 11º posto in First Division           |
| Newcastle Utd     | dettagli | Newcastle upon Tyne | St James' Park       | 6º posto in First Division            |
| Nottingham Forest | dettagli | Nottingham          | City Ground          | 4º posto in First Division            |
| Notts County      | dettagli | Nottingham          | Trent Bridge         | 3º posto in First Division            |
| Sheffield Utd     | dettagli | Sheffield           | Bramall Lane         | 14º posto in First Division           |
| Sheffield Weds    | dettagli | Sheffield           | Hillsborough Stadium | 8º posto in First Division            |
| Small Heath       | dettagli | Birmingham          | Muntz Street         | 1º posto in Second Division, promosso |
| Stoke City        | dettagli | Stoke-on-Trent      | Victoria Ground      | 16º posto in First Division           |
| Sunderland        | dettagli | Sunderland          | Roker Park           | 2º posto in First Division            |
| Wolverhampton     | dettagli | Wolverhampton       | Molineux Stadium     | 13º posto in First Division           |

## Classifica finale
|  | Pos. | Squadra           | Pt | G  | V  | N  | P  | GF | GS | Med   |
|  | ---- | ----------------- | -- | -- | -- | -- | -- | -- | -- | ----- |
|  | 1.   | Sunderland        | 44 | 34 | 19 | 6  | 9  | 53 | 35 | 1.514 |
|  | 2.   | Everton           | 41 | 34 | 17 | 7  | 10 | 53 | 35 | 1.514 |
|  | 3.   | Newcastle Utd     | 37 | 34 | 14 | 9  | 11 | 50 | 35 | 1.429 |
|  | 4.   | Blackburn         | 36 | 34 | 15 | 6  | 13 | 52 | 48 | 1.083 |
|  | 5.   | Nottingham Forest | 35 | 34 | 13 | 9  | 12 | 43 | 43 | 1.000 |
|  | 6.   | Derby County      | 35 | 34 | 13 | 9  | 12 | 39 | 41 | 0.951 |
|  | 7.   | Bury              | 34 | 34 | 13 | 8  | 13 | 44 | 38 | 1.158 |
|  | 8.   | Aston Villa       | 34 | 34 | 13 | 8  | 13 | 42 | 40 | 1.050 |
|  | 9.   | Sheffield Weds    | 34 | 34 | 13 | 8  | 13 | 48 | 52 | 0.923 |
|  | 10.  | Sheffield Utd     | 33 | 34 | 13 | 7  | 14 | 53 | 48 | 1.104 |
|  | 11.  | Liverpool         | 32 | 34 | 10 | 12 | 12 | 42 | 38 | 1.105 |
|  | 12.  | Bolton            | 32 | 34 | 12 | 8  | 14 | 51 | 56 | 0.911 |
|  | 13.  | Notts County      | 32 | 34 | 14 | 4  | 16 | 51 | 57 | 0.895 |
|  | 14.  | Wolverhampton     | 32 | 34 | 13 | 6  | 15 | 46 | 57 | 0.807 |
|  | 15.  | Grimsby Town      | 32 | 34 | 13 | 6  | 15 | 44 | 60 | 0.733 |
|  | 16.  | Stoke City        | 31 | 34 | 11 | 9  | 14 | 45 | 55 | 0.818 |
|  | 17.  | Small Heath       | 30 | 34 | 11 | 8  | 15 | 47 | 45 | 1.044 |
|  | 18.  | Manchester City   | 28 | 34 | 11 | 6  | 17 | 42 | 58 | 0.724 |

Legenda:
      Campione d'Inghilterra.
      Retrocessa in Second Division.
Regolamento:
Due punti a vittoria, uno a pareggio, zero a sconfitta.
A parità di punti le squadre venivano classificate secondo il quoziente reti.

## Risultati

### Tabellone
|                   | Ast  | Bir  | Bla  | Bol  | Bry  | Der  | Eve  | Gri  | Liv  | MaC  | New  | NmF  | NtC  | ShU  | ShW  | Sto  | Sun  | Wol  |
| ----------------- | ---- | ---- | ---- | ---- | ---- | ---- | ---- | ---- | ---- | ---- | ---- | ---- | ---- | ---- | ---- | ---- | ---- | ---- |
| Aston Villa       | –––– | 1-0  | 1-1  | 1-0  | 2-0  | 3-2  | 1-1  | 4-1  | 0-1  | 2-2  | 0-0  | 3-0  | 2-0  | 1-2  | 4-1  | 0-0  | 0-1  | 2-1  |
| Birmingham City   | 0-2  | –––– | 2-0  | 2-0  | 1-0  | 5-1  | 0-1  | 6-0  | 0-0  | 1-0  | 3-1  | 1-1  | 0-0  | 5-1  | 1-1  | 1-1  | 2-3  | 1-2  |
| Blackburn         | 4-0  | 3-1  | –––– | 2-0  | 0-3  | 3-1  | 3-1  | 2-0  | 1-1  | 1-4  | 0-0  | 1-0  | 4-2  | 2-1  | 2-0  | 6-1  | 0-1  | 2-0  |
| Bolton            | 2-2  | 4-0  | 4-0  | –––– | 2-2  | 2-1  | 1-3  | 4-0  | 1-0  | 3-3  | 3-1  | 3-0  | 1-1  | 1-0  | 3-1  | 2-1  | 0-0  | 2-2  |
| Bury              | 0-0  | 2-0  | 2-0  | 2-2  | –––– | 2-0  | 1-0  | 1-1  | 0-0  | 3-0  | 4-0  | 1-1  | 3-0  | 1-2  | 2-0  | 4-2  | 1-0  | 2-1  |
| Derby County      | 1-0  | 0-0  | 1-1  | 1-2  | 1-0  | –––– | 3-1  | 2-0  | 1-1  | 2-0  | 1-0  | 1-1  | 2-0  | 3-1  | 2-2  | 1-0  | 1-0  | 3-1  |
| Everton           | 2-3  | 1-0  | 0-2  | 1-0  | 1-1  | 2-0  | –––– | 0-1  | 4-0  | 3-1  | 0-0  | 1-0  | 0-1  | 2-1  | 5-0  | 1-0  | 2-0  | 6-1  |
| Grimsby Town      | 4-1  | 1-0  | 2-1  | 4-1  | 2-0  | 1-1  | 0-2  | –––– | 1-1  | 3-2  | 3-0  | 1-0  | 1-0  | 0-1  | 3-1  | 1-2  | 3-3  | 3-0  |
| Liverpool         | 1-0  | 3-1  | 1-0  | 1-1  | 1-0  | 0-2  | 2-2  | 2-2  | –––– | 4-0  | 0-1  | 0-2  | 0-1  | 1-0  | 1-2  | 7-0  | 0-1  | 4-1  |
| Manchester City   | 1-0  | 1-4  | 1-1  | 1-0  | 2-0  | 0-0  | 2-0  | 3-0  | 2-3  | –––– | 2-0  | 3-1  | 1-0  | 4-0  | 0-3  | 2-2  | 0-3  | 3-0  |
| Newcastle         | 2-1  | 2-0  | 0-3  | 4-1  | 1-1  | 0-1  | 1-1  | 5-1  | 1-0  | 3-0  | –––– | 3-0  | 8-0  | 1-1  | 2-1  | 5-1  | 0-1  | 3-1  |
| Nottingham Forest | 1-1  | 1-1  | 3-0  | 4-1  | 2-1  | 3-1  | 4-0  | 0-1  | 1-1  | 3-1  | 0-2  | –––– | 1-0  | 2-1  | 1-1  | 2-0  | 2-1  | 2-0  |
| Notts County      | 0-3  | 6-1  | 3-0  | 2-1  | 2-1  | 3-2  | 0-2  | 3-0  | 2-2  | 2-0  | 0-2  | 3-0  | –––– | 4-0  | 6-1  | 1-1  | 2-0  | 5-3  |
| Sheffield Utd     | 6-0  | 1-4  | 4-1  | 2-0  | 3-1  | 3-0  | 0-0  | 2-2  | 2-1  | 5-0  | 1-0  | 2-2  | 3-0  | –––– | 3-0  | 1-1  | 0-1  | 0-0  |
| Sheffield Weds    | 1-0  | 1-2  | 0-1  | 5-1  | 4-1  | 2-0  | 1-1  | 3-1  | 1-1  | 2-1  | 0-0  | 0-2  | 4-0  | 1-0  | –––– | 3-1  | 1-1  | 1-1  |
| Stoke City        | 1-0  | 1-0  | 2-2  | 4-0  | 1-2  | 1-1  | 1-2  | 2-0  | 1-0  | 3-0  | 0-0  | 1-1  | 3-0  | 3-2  | 1-2  | –––– | 3-0  | 3-0  |
| Sunderland        | 1-0  | 1-1  | 3-2  | 2-1  | 3-0  | 1-0  | 2-4  | 3-1  | 1-1  | 1-0  | 0-0  | 4-0  | 2-1  | 3-1  | 1-2  | 2-0  | –––– | 2-0  |
| Wolverhampton     | 0-2  | 2-1  | 3-1  | 1-2  | 1-0  | 0-0  | 2-1  | 2-0  | 3-1  | 0-0  | 3-0  | 2-0  | 3-1  | 1-1  | 1-0  | 4-1  | 4-2  | –––– |